# Stele di Busca
La Stele di Busca è una stele funeraria composta da un blocco in quarzite recante un'iscrizione della fine del VI secolo a.C. in lingua etrusca, e proveniente da Busca in provincia di Cuneo, conservata oggi al Museo di antichità di Torino.

## Storia
Trovata sulla riva sinistra del torrente Maira nei pressi di Busca, è nota sin del Settecento, tuttavia non è conosciuto il contesto archeologico. La stele funeraria è stata ricavata su un blocco in quarzite di provenienza locale alto 90 cm: su un lato vi è incisa l’iscrizione in alfabeto nordetrusco e lingua etrusca "Mi suthi Larthial Muthikus", che viene tradotta “io [sono] la tomba di Larth Muthiku”. La tipologia di iscrizione, tipicamente etrusca, ha riscontri in particolare con l’area volterrana.
Sull’origine del nome del defunto (Muthiku-Motico) esistono più ipotesi. Quella che gode di maggior consenso è che si tratti del nome di un personaggio etruschizzato di origine celtica, in particolare lepontica, che aveva adottato il tipico prenome etrusco Larth. Come afferma Giuseppe Sassatelli, il personaggio menzionato nella stelle potrebbe aver etruschizzato il proprio nome durante una lunga permanenza in Etruria settentrionale, e, una volta tornato nei luoghi in cui era nato, «accanto alla sua origine “leponzia” intese esibire anche la sua acquisita etruschizzazione» nella stele posta come segnacolo di fronte alla sua sepoltura.
Che il personaggio abbia effettivamente vissuto in Etruria o in qualche centro non etrusco dipendente dall'Etruria, o abbia semplicemente emulato gli Etruschi, la stele è considerata, in ogni caso, molto significativa, in quanto testimonianza del prestigio goduto dai modelli culturali etruschi dominanti all'interno delle comunità ai piedi delle Alpi del cuneese.
La stele di Busca non è un unicum in Piemonte, in particolare nel cuneese. È stata rinvenuta una seconda stele, conosciuta come stele di Mombasiglio, fra Mondovì e Ceva a metà strada tra Busca e Savona, con scena di banchetto coniugale e iscrizione in lingua etrusca, usata a lungo come acquasantiera nella chiesa di Sant'Andrea, costruita forse nell'XI secolo e demolita nel 1923, e di conseguenza molto deteriorata. Studiata a lungo da Nino Lamboglia che la ipotizzò del III-II secolo a.C., mentre secondo Giovanni Colonna sarebbe della stessa epoca di quella di Busca, del VI secolo a.C., perché l'iconografia della stele ricorda quelle diffuse tra VI e la metà del V secolo a.C. in area fiesolana, nel medio Valdarno e nel Mugello e sarebbe dovuta a piccoli gruppi di Etruschi provenienti dal Valdarno che, per motivi di scambi commerciali, si ricollocarono in area piemontese. Un’altra iscrizione etrusca trovata nel 1762 durante i lavori di sottomurazione della vecchia chiesa di Morozzo, sempre in provincia di Cuneo, menzionata da Lamboglia e già giudicata etrusca da Carlo Alfonso Nallino, risulta invece perduta.
In territorio piemontese sono stati trovati diversi oggetti etruschi, tra i quali un elmo etrusco crestato di fase villanoviana nell'alveo del fiume Tanaro, e un'iscrizione ceramica a Castelletto Ticino, forse dovuta più ai contatti diretti degli Etruschi con la cultura di Golasecca.